# Demokratyczna Armia Krajowa
Demokratyczna Armia Krajowa (w skrócie DAK) – konspiracyjna antykomunistyczna organizacja młodzieżowa, działająca w latach 1949–1950 w Strzyżowie nad Wisłokiem i Rudzie Śląskiej. Celem organizacji była walka z narzuconym siłą ustrojem. Demokratyczna Armia Krajowa została założona 1 września 1949 roku w Gbiskach k. Strzyżowa przez Eugeniusza Szczepankiewicza, Tadeusza Nowaka, Kazimierza Łyszczarza, Jerzego Żeglina i Jana Prokopowicza.
Rozbita w 1950 r. przez Urząd Bezpieczeństwa, po dekonspiracji spowodowanej zdradą jednego z członków. 33 spośród 40 aktywnych członków organizacji zostało aresztowanych i skazanych na kary od 1 do 10 lat więzienia oraz przepadek mienia. Represjonowane były również rodziny członków, szczególnie tych, którzy uniknęli aresztowania i pozostali w ukryciu do roku 1955.
Losy organizacji zostały opisane w wydanej w 1999 r. w Rzeszowie książce pt. Młodość zdeptana lecz nieujarzmiona Jana Prokopowicza.

## Założenie DAK
Demokratyczna Armia Krajowa została założona 1 września 1949 r. na granicy wsi Godowa i Brzeżanka w powiecie strzyżowskim. W szerszym kontekście powołanie organizacji stanowiło odpowiedź lokalnej grupy młodzieży na ustanowioną w wyniku konferencji w Jałcie i Poczdamie sowiecką dominację w Polsce i Europie Środkowo-Wschodniej, zaś bezpośrednimi przyczynami jej powstania były: 1) nasilające się wraz z początkiem 1947 r. w kontrolowanej przez komunistów prasie ataki na Związek Harcerstwa Polskiego; 2) polityka władz komunistycznych prowadzona w stosunku do polskiej wsi. W spotkaniu założycielskim, będącym zarazem pierwszym protokołowanym spotkaniem organizacji, udział wzięło pięciu członków sformowanego w późniejszym okresie zarządu organizacji, tj.: 1) Eugeniusz Szczepankiewicz; 2) Tadeusz Nowak; 3) Jan Prokopowicz; 4) Jerzy Żeglin; 5) Kazimierz Łyszczarz. Inauguracji działalności DAKu towarzyszyło przyjęcie opracowanego przez Eugeniusza Szczepankiewicza wstępnego programu, określającego założenia oraz ramy działalności organizacji, a także obranie przez członków organizacji pseudonimów.

## Cele organizacji
- Powiększenie szeregów organizacji oparte na werbunku młodzieży szkół średnich i wyższych oraz oficerów wojskowych powracających do kraju z zachodu.
- Walka z siłowym organizowaniem rolniczych spółdzielni produkcyjnych na wsi.
- Opanowanie przez członków DAK legalnych organizacji młodzieżowych takich jak ZHP, ZMP, ZMW i rozbijanie ich działalności od wewnątrz.
- Szkolenie ideologiczne, wojskowe, dywersyjne i sanitarne.
- Opracowanie planów wsi i miast województwa rzeszowskiego, ze szczególnym uwzględnieniem rozlokowania jednostek wojska, KBW, UB, MO i komitetów Polskiej Zjednoczonej Partii Robotniczej.
- Nawiązanie kontaktów z organizacjami państw zachodnich, w tym ze skautingiem w Londynie, celem pozyskania materiałów informacyjnych z zakresu aktualnej sytuacji politycznej oraz zdobycia środków finansowych, niezbędnych do rozwijania działalności konspiracyjnej.
- Udział w powszechnym powstaniu, po ewentualnym wybuchu III wojny światowej
- Udział w budowie demokratycznej Polski, tolerancyjnej wobec mniejszości narodowych, sfederowanej z państwami środkowej Europy, zdolnej się oprzeć ekspansji zarówno ze strony państw Wschodu jak i Zachodu.
- Wyszukiwanie i zdobywanie broni.
- Dywersja akcji propagandowej – zrywanie transparentów, zamalowywanie haseł, przygotowanie i kolportaż ulotek do mieszkańców itp.
- Gromadzenie materiałów i szkiców sytuacyjnych o jednostkach wojskowych KBW, UB, MO i komitetów partyjnych z uwzględnieniem stanu liczebnego, uzbrojenia i wyposażenia technicznego.
- Opracowywanie i kolportaż materiałów propagandowych.

## Upamiętnienie
- Organizacja jest upamiętniona nazwą ulicy w Strzyżowie[1]